# Primera División de baloncesto 1956-57
La temporada 1957 de la Liga Española de Baloncesto fue la primera edición de dicha competición. El año anterior, la Federación Española de Baloncesto estudió la posibilidad de crear un campeonato nacional con los mejores equipos de las ligas regionales de Cataluña y Castilla, que conviviera con la única competición nacional hasta ese momento, la Copa del Generalísimo. Participaron seis equipos, y el ganador disputaría al año siguiente la Copa de Europa. Comenzó el 31 de marzo y finalizó el 19 de mayo. El campeón fue el Real Madrid CF.

## Equipos participantes
| Equipo          | Sede      |
| --------------- | --------- |
| CF Barcelona    | Barcelona |
| Real Madrid CF  | Madrid    |
| Club Juventud   | Badalona  |
| CB Estudiantes  | Madrid    |
| CB Orillo Verde | Sabadell  |
| CB Aismalíbar   | Moncada   |

## Clasificación
| Pos. | Equipo             | PJ | G | P | GF  | GC  | DG   | Pts | Clasificación o descenso           |       | RMB   | BAR   | ORI   | AIS   | EST   | JOV   |
| ---- | ------------------ | -- | - | - | --- | --- | ---- | --- | ---------------------------------- | ----- | ----- | ----- | ----- | ----- | ----- | ----- |
| 1    | Real Madrid CF (C) | 10 | 7 | 3 | 706 | 593 | +113 | 17  | Clasificado para la Copa de Europa |       | —     | 73–55 | 86–60 | 73–41 | 76–61 | 72–61 |
| 2    | CF Barcelona       | 10 | 7 | 3 | 547 | 514 | +33  | 17  |                                    |       | 60–50 | —     | 48–55 | 59–52 | 58–53 | 52–39 |
| 3    | CB Orillo Verde    | 10 | 6 | 4 | 593 | 600 | −7   | 16  |                                    | 73–75 | 59–71 | —     | 56–49 | 52–51 | 53–45 |       |
| 4    | CB Aismalíbar      | 10 | 5 | 5 | 536 | 526 | +10  | 15  |                                    | 65–58 | 45–43 | 49–56 | —     | 65–46 | 43–47 |       |
| 5    | CB Estudiantes     | 10 | 3 | 7 | 585 | 662 | −77  | 13  |                                    | 68–63 | 50–59 | 61–79 | 48–74 | —     | 78–74 |       |
| 6    | Club Juventud      | 10 | 2 | 8 | 520 | 592 | −72  | 12  |                                    | 49–80 | 38–42 | 65–50 | 40–53 | 62–69 | —     |       |

 Fuente: Linguasport
| Campeón 1957   |
| -------------- |
| Real Madrid CF |

### Máximos anotadores
| Pos. | Nombre              | Equipo          | Puntos | Partidos | PPP  |
| ---- | ------------------- | --------------- | ------ | -------- | ---- |
| 1.   | Alfonso Martínez    | Real Madrid     | 180    | 10       | 18.0 |
| 2.   | José María Soro     | CB Orillo Verde | 176    | 10       | 17.6 |
| 3.   | Joaquín Hernández   | Real Madrid     | 162    | 10       | 16.2 |
| 4.   | Jordi Bonareu       | FC Barcelona    | 134    | 10       | 13.4 |
| 5.   | Leopoldo Codina     | Estudiantes     | 132    | 10       | 13.2 |
| 6.   | Antonio Díaz Miguel | Estudiantes     | 126    | 10       | 12.6 |